# Đô la Singapore
Đô la Singapore (ký hiệu: $; mã: SGD) là tiền tệ chính thức của Singapore. Đô la Singapore thường được viết tắt với ký hiệu đô la $, hoặc S $ để phân biệt với các đồng tiền bằng đồng đô la khác. Đô la Singapore được chia thành 100 cents.
Đô la Singapore là một đồng tiền tự do chuyển đổi và điều này cho phép nó được thả nổi theo cung và cầu trên thị trường ngoại hối, nhưng nó cũng được Cục Tiền tệ Singapore giám sát dựa vào một rổ tiền tệ theo tỷ trọng thương mại. Các đồng tiền liên quan không được công khai để bảo vệ đồng tiền này khỏi các cuộc tấn công đầu cơ và các áp lực bất thường khác lên giá trị của nó. Kể từ cuộc khủng hoảng tài chính châu Á, nhiều quốc gia như Cộng hòa Nhân dân Trung Hoa đã áp dụng hệ thống thả nổi có quản lý của Singapore.
Dollar Brunei được neo vào đồng dollar Singapore với tỷ giá 1:1 , và loại tiền này được chấp nhận như là "phương tiện thanh toán quen thuộc" (customary tender), nhưng không phải là phương tiện thanh toán hợp pháp (legal tender), ở nước kia và ngược lại.

## Lịch sử
Từ năm 1845 đến năm 1939, Singapore đã sử dụng đồng đô la Straits. Sau đó được thay thế bằng đồng đô la Malayan. Từ năm 1953, Singapore sử dụng đồng đô la Malaya và British Borneo, được ban hành bởi Hội đồng Ủy viên tiền tệ Malaya và British Borneo.
Singapore tiếp tục sử dụng đồng tiền chung khi tham gia Malaysia vào năm 1963. Nhưng chỉ hai năm sau, khi tách khỏi Malaysia và dành độc lập vào năm 1965, liên minh tiền tệ giữa Malaysia, Singapore và Brunei tan vỡ. Singapore thành lập Ủy ban tiền tệ Singapore vào ngày 7 Tháng 4 năm 1967 và phát hành tiền xu và tiền giấy đầu tiên. Tuy nhiên, đồng đô la Singapore vẫn được trao đổi ngang với đồng ringgit của Malaysia cho đến năm 1973, và hoán đổi tỉ giá với đồng đô la Brunei vẫn được duy trì.
Ban đầu, đồng đô la Singapore đã được neo vào bảng Anh với tỷ lệ SG$60 = £7. Điều này kéo dài cho đến sự sụp đổ của Khu vực Sterling do cú sốc Nixon trong đầu những năm 1970, sau đó đồng đô la Singapore đã được liên kết với đồng đô la Mỹ trong một thời gian ngắn. Khi nền kinh tế Singapore đã tăng trưởng và liên kết thương mại đa dạng với nhiều quốc gia, Singapore đã chuyển hướng neo giá đồng tiền của mình với rổ thương mại cố định và không được tiết lộ từ năm 1973 đến năm 1985.
Từ năm 1985 trở đi, Singapore đã thông qua một định hướng thị trường hơn chế độ trao đổi, phân loại giám sát, trong đó đồng đô la Singapore được phép dao động, nhưng chịu giám sát chặt chẽ bởi Cơ quan Tiền tệ Singapore (MAS). Điều này, theo lý thuyết, cho phép chính phủ Singapore để có nhiều kiểm soát lạm phát nhập khẩu và đảm bảo rằng xuất khẩu của Singapore vẫn cạnh tranh.
Trước năm 1970, các chức năng tiền tệ khác nhau được liên kết với một ngân hàng trung ương đã được thực hiện bởi một số phòng ban và các cơ quan chính phủ. Singapore ngày càng phát triển, nhu cầu của một ngân hàng ngày càng phức tạp và môi trường tiền tệ đòi hỏi phải đơn giản các chức năng để tạo thuận lợi cho sự phát triển của một chính sách năng động hơn và chặt chẽ hơn về vấn đề tiền tệ. Do đó, Quốc hội đã thông qua Cơ quan tiền tệ trong Đạo luật Singapore vào năm 1970, dẫn đến sự hình thành của MAS vào ngày 1 tháng 1 năm 1971. Đạo luật MAS đã trao cho MAS quyền điều hành tất cả các yếu tố của tiền tệ, ngân hàng, và các khía cạnh tài chính của Singapore.
Ngày 31 tháng 3 năm 2003, Ủy ban quản lý tiền tệ Singapore (BCCS) sáp nhập với Cơ quan tiền tệ Singapore (MAS), nhận trách nhiệm về việc phát hành tiền giấy.

## Tình hình lưu thông
Tính đến năm 2012, tổng số tiền trong lưu thông là 29.1 tỷ Đô la Singapore. Tất cả tiền Singapore được ban hành trong lưu thông (tiền xu và tiền giấy) được thống kê đầy đủ trong tài sản bên ngoài vào Quỹ ngoại tệ của Singapore để duy trì niềm tin trong công chúng. Tài sản bên ngoài bao gồm tất cả hoặc bất kỳ những điều sau đây: (A) vàng và bạc dưới mọi hình thức; (B) trao đổi nước ngoài theo hình thức không kỳ hạn hoặc tiền gửi; số dư ngân hàng; kho bạc; ghi chú hoặc tiền kim loại; (C) Chứng khoán hoặc bảo lãnh của chính phủ nước ngoài hoặc các tổ chức tài chính quốc tế; (D) thị trường chứng khoán; (E) trái phiếu doanh nghiệp; (F) tiền tệ và tài chính trong tương lai; (G) bất kỳ tài sản khác mà Cơ quan, với sự chấp thuận của Tổng thống Singapore, xem xét phù hợp để tiếp nhận.
Dự trữ ngoại hối của Singapore chính thức đứng ở mức trên 289,5206 tỷ USD, tính đến tháng 11 năm 2018 theo công bố của MAS.

## Tiền xu

### Series thứ nhất
Vào năm 1967, những tiền xu đầu tiên đã được giới thiệu với các mệnh giá 1, 5, 10, 20 và 50 cents và 1 đô la. Những đồng tiền miêu tả các động vật hoang dã và các hình ảnh khác liên quan đến quốc đảo này và được thiết kế bởi Stuart Devlin, người đã vẽ mẫu thiết kế trên đồng tiền thập phân của Úc vào năm 1966. Các kích thước đều giống như đồng Ringgit Malaysia và dựa trên loại tiền đúc cũ của Singapore là đô la Malaya và British Borneo. Đồng 1 cent đúc làm bằng đồng trong khi các mệnh giá khác được đúc bằng đồng-niken. Sau đó, vào năm 1976 đồng 1 cent được chuyển sang đúc bằng đồng mạ thép. Việc sản xuất dòng tiền xu đầu tiên kết thúc vào năm 1985.
| Series Thứ nhất (Marine Series) (1967–1985) Lưu trữ ngày 6 tháng 3 năm 2013 tại Wayback Machine | Series Thứ nhất (Marine Series) (1967–1985) Lưu trữ ngày 6 tháng 3 năm 2013 tại Wayback Machine | Series Thứ nhất (Marine Series) (1967–1985) Lưu trữ ngày 6 tháng 3 năm 2013 tại Wayback Machine | Series Thứ nhất (Marine Series) (1967–1985) Lưu trữ ngày 6 tháng 3 năm 2013 tại Wayback Machine | Series Thứ nhất (Marine Series) (1967–1985) Lưu trữ ngày 6 tháng 3 năm 2013 tại Wayback Machine | Series Thứ nhất (Marine Series) (1967–1985) Lưu trữ ngày 6 tháng 3 năm 2013 tại Wayback Machine | Series Thứ nhất (Marine Series) (1967–1985) Lưu trữ ngày 6 tháng 3 năm 2013 tại Wayback Machine | Series Thứ nhất (Marine Series) (1967–1985) Lưu trữ ngày 6 tháng 3 năm 2013 tại Wayback Machine | Series Thứ nhất (Marine Series) (1967–1985) Lưu trữ ngày 6 tháng 3 năm 2013 tại Wayback Machine |
| Mệnh giá                                                                                        | Thông số kỹ thuật                                                                               | Thông số kỹ thuật                                                                               | Thông số kỹ thuật                                                                               | Thông số kỹ thuật                                                                               | Miêu tả                                                                                         | Miêu tả                                                                                         | Miêu tả                                                                                         | Ngày phát hành                                                                                  |
| Mệnh giá                                                                                        | Đường kính                                                                                      | Độ dày                                                                                          | Khối lượng                                                                                      | Vật liệu                                                                                        | Vành                                                                                            | Mặt trước                                                                                       | Mặt sau                                                                                         | Ngày phát hành                                                                                  |
| ----------------------------------------------------------------------------------------------- | ----------------------------------------------------------------------------------------------- | ----------------------------------------------------------------------------------------------- | ----------------------------------------------------------------------------------------------- | ----------------------------------------------------------------------------------------------- | ----------------------------------------------------------------------------------------------- | ----------------------------------------------------------------------------------------------- | ----------------------------------------------------------------------------------------------- | ----------------------------------------------------------------------------------------------- |
| 1 cent                                                                                          | 17.78 mm                                                                                        | 1.118 mm                                                                                        | 1.940 g                                                                                         | Đồng                                                                                            | Trơn                                                                                            | Nhà ở công cộng với đài phun nước ở trước và những đám mây phía sau                             | Mệnh giá và năm sản xuất                                                                        | 12/06/1967                                                                                      |
| 1 cent                                                                                          | 17.78 mm                                                                                        | 1.118 mm                                                                                        | 1.744 g                                                                                         | Đồng mạ thép                                                                                    | Trơn                                                                                            | Nhà ở công cộng với đài phun nước ở trước và những đám mây phía sau                             | Mệnh giá và năm sản xuất                                                                        | 1976                                                                                            |
| 5 cents                                                                                         | 16.26 mm                                                                                        | 1.02 mm                                                                                         | 1.410 g                                                                                         | Đồng niken                                                                                      | Khía răng cưa                                                                                   | Một con chim cổ rắn đang ngồi trong tổ và rỉa lông của nó.                                      | Mệnh giá và năm sản xuất                                                                        | 12/06/1967                                                                                      |
| 5 cents                                                                                         | 16.26 mm                                                                                        | 1.02 mm                                                                                         | 1.260 g                                                                                         | Đồng niken mạ thép                                                                              | Khía răng cưa                                                                                   | Một con chim cổ rắn đang ngồi trong tổ và rỉa lông của nó.                                      | Mệnh giá và năm sản xuất                                                                        | 12/06/1967                                                                                      |
| 5 cents (FAO)                                                                                   | 21.23 mm                                                                                        | 1.27 mm                                                                                         | 1.240 g                                                                                         | Nhôm                                                                                            | Khía răng cưa                                                                                   | Con cá cùng với biểu ngữ "INCREASE PRODUCTION" và "MORE FOOD FROM THE SEA."                     | Mệnh giá và năm sản xuất                                                                        | 1971                                                                                            |
| 10 cents                                                                                        | 19.41 mm                                                                                        | 1.40 mm                                                                                         | 2.83 g                                                                                          | Đồng niken                                                                                      | Khía răng cưa                                                                                   | Con cá ngựa với 1 miếng rong biển được cách điệu.                                               | Mệnh giá và năm sản xuất                                                                        | 12/06/1967                                                                                      |
| 20 cents                                                                                        | 23.60 mm                                                                                        | 1.78 mm                                                                                         | 5.66 g                                                                                          | Đồng niken                                                                                      | Khía răng cưa                                                                                   | Một con cá lưỡi kiếm dựa vào dòng nước.                                                         | Mệnh giá và năm sản xuất                                                                        | 12/06/1967                                                                                      |
| 50 cents                                                                                        | 27.76 mm                                                                                        | 2.03 mm                                                                                         | 9.33 g                                                                                          | Đồng niken                                                                                      | Khía răng cưa                                                                                   | Một con cá sư tử từ vùng nước nhiệt đới.                                                        | Mệnh giá và năm sản xuất                                                                        | 12/06/1967                                                                                      |
| $1                                                                                              | 33.32 mm                                                                                        | 2.39 mm                                                                                         | 16.85 g                                                                                         | Đồng niken                                                                                      | Khía răng cưa                                                                                   | Một con sử tử Singapore được cách điệu.                                                         | Mệnh giá và năm sản xuất                                                                        | 12/06/1967                                                                                      |

### Series thứ hai
Vào năm 1985, những đồng xu thế hệ thứ hai đã được giới thiệu với các mệnh giá 1 cent, 5 cents, 10 cents, 20 cents và 50 cents và 1 Đô la. Mặt sau của những đồng tiền này được thiết kế bởi Christopher Ironside. Những đồng xu mới này cung cấp các đồng xu mệnh giá nhỏ hơn và mô tả chủ đề hoa văn. Tiền giấy một Đô la bị ngưng phát hành và dần dần được thay bằng tiền xu được làm bằng nhôm đồng. Đồng 5 cents được đổi nguyên liệu thành nhôm đồng trong khi các đồng 10 cents, 20 cents, và 50 cents vẫn được làm bằng đồng niken. Ngoài ra, đồng tiền kỷ niệm bimetallic 5 Đô la với các cạnh sò được định kỳ phát hành sau này. Những đồng xu này dự định sẽ bị ngưng lưu thông vào năm 2017.
| Series Thứ hai (Floral Series) (1985–2017) Lưu trữ ngày 25 tháng 3 năm 2013 tại Wayback Machine | Series Thứ hai (Floral Series) (1985–2017) Lưu trữ ngày 25 tháng 3 năm 2013 tại Wayback Machine | Series Thứ hai (Floral Series) (1985–2017) Lưu trữ ngày 25 tháng 3 năm 2013 tại Wayback Machine | Series Thứ hai (Floral Series) (1985–2017) Lưu trữ ngày 25 tháng 3 năm 2013 tại Wayback Machine | Series Thứ hai (Floral Series) (1985–2017) Lưu trữ ngày 25 tháng 3 năm 2013 tại Wayback Machine | Series Thứ hai (Floral Series) (1985–2017) Lưu trữ ngày 25 tháng 3 năm 2013 tại Wayback Machine | Series Thứ hai (Floral Series) (1985–2017) Lưu trữ ngày 25 tháng 3 năm 2013 tại Wayback Machine | Series Thứ hai (Floral Series) (1985–2017) Lưu trữ ngày 25 tháng 3 năm 2013 tại Wayback Machine | Series Thứ hai (Floral Series) (1985–2017) Lưu trữ ngày 25 tháng 3 năm 2013 tại Wayback Machine |
| Mệnh giá                                                                                        | Thông số kỹ thuật                                                                               | Thông số kỹ thuật                                                                               | Thông số kỹ thuật                                                                               | Thông số kỹ thuật                                                                               | Miêu tả                                                                                         | Miêu tả                                                                                         | Miêu tả                                                                                         | Ngày phát hành                                                                                  |
| Mệnh giá                                                                                        | Đường kính                                                                                      | Độ dày                                                                                          | Khối lượng                                                                                      | Vật liệu                                                                                        | Vành                                                                                            | Mặt trước                                                                                       | Mặt sau                                                                                         | Ngày phát hành                                                                                  |
| ----------------------------------------------------------------------------------------------- | ----------------------------------------------------------------------------------------------- | ----------------------------------------------------------------------------------------------- | ----------------------------------------------------------------------------------------------- | ----------------------------------------------------------------------------------------------- | ----------------------------------------------------------------------------------------------- | ----------------------------------------------------------------------------------------------- | ----------------------------------------------------------------------------------------------- | ----------------------------------------------------------------------------------------------- |
| 1 cent                                                                                          | 15.90 mm                                                                                        | 1.10 mm                                                                                         | 1.24 g                                                                                          | Đồng mạ kẽm                                                                                     | Trơn                                                                                            | Quốc huy, cụm từ Singapore trong 4 ngôn ngữ chính thức                                          | Mệnh giá và hình ảnh loài hoa ''Vanda'' 'Miss Joaquim'                                          | 28/09/1987                                                                                      |
| 5 cents                                                                                         | 16.75 mm                                                                                        | 1.22 mm                                                                                         | 1.56 g                                                                                          | Nhôm đồng                                                                                       | Khía răng cưa                                                                                   | Quốc huy, cụm từ Singapore trong 4 ngôn ngữ chính thức                                          | Mệnh giá và hình loài cây Monstera deliciosa                                                    | 2/12/1985                                                                                       |
| 10 cents                                                                                        | 18.50 mm                                                                                        | 1.38 mm                                                                                         | 2.60 g                                                                                          | Đồng niken                                                                                      | Khía răng cưa                                                                                   | Quốc huy, cụm từ Singapore trong 4 ngôn ngữ chính thức                                          | Mệnh giá và hình ảnh loài hoa Jasminum multiflorum                                              | 2/12/1985                                                                                       |
| 20 cents                                                                                        | 21.36 mm                                                                                        | 1.72 mm                                                                                         | 4.50 g                                                                                          | Đồng niken                                                                                      | Khía răng cưa                                                                                   | Quốc huy, cụm từ Singapore trong 4 ngôn ngữ chính thức                                          | Mệnh giá và hình ảnh loài cây Calliandra surinamensis                                           | 2/12/1985                                                                                       |
| 50 cents                                                                                        | 24.66 mm                                                                                        | 2.06 mm                                                                                         | 7.29 g                                                                                          | Đồng niken                                                                                      | Khía răng cưa                                                                                   | Quốc huy, cụm từ Singapore trong 4 ngôn ngữ chính thức                                          | Mệnh giá và hình ảnh loài hoa Allamanda cathartica                                              | 2/12/1985                                                                                       |
| 50 cents                                                                                        | 24.66 mm                                                                                        | 2.06 mm                                                                                         | 7.29 g                                                                                          | Đồng niken                                                                                      | Dòng chữ "Cộng hoà Singapore" và ký hiệu sư tử                                                  | Quốc huy, cụm từ Singapore trong 4 ngôn ngữ chính thức                                          | Mệnh giá và hình ảnh loài hoa Allamanda cathartica                                              | 28/05/1990                                                                                      |
| $1                                                                                              | 22.40 mm                                                                                        | 2.40 mm                                                                                         | 6.30 g                                                                                          | Nhôm đồng                                                                                       | Dòng chữ "Cộng hoà Singapore" và ký hiệu sư tử                                                  | Quốc huy, cụm từ Singapore trong 4 ngôn ngữ chính thức                                          | Mệnh giá và hình ảnh loài hoa Lochnera rosea                                                    | 28/09/1987                                                                                      |

Ghi chú:
- 6.71 triệu đồng tiền xu 1 cent đang trong lưu hành vào ngày 1 tháng 12 năm 2011, mặc dù đã ngừng đúc từ năm 2003.

### Series thứ ba (hiện tại)
Vào ngày 21 tháng 2 năm 2013, Cơ quan tiền tệ Singapore đã ra mắt một loạt tiền xu mới với các mệnh giá 5 cents, 10 cents, 20 cents, 50 cents và 1 Đô la, và đã được đưa vào lưu thông vào ngày 26 tháng 6 năm 2013, với hình ảnh quốc huy và hình ảnh các danh lam thắng cảnh của Singapore. Các đồng xu được đúc bằng planchet mạ nhiều lớp, (đã được sử dụng bởi Cục Đúc tiền Hoàng gia Canada) và đi kèm với các tính năng bảo mật nâng cao để chống giả mạo. Các đồng xu cũng có thiết kế mới. Đồng xu một đồng đô la mới được làm bằng Bi-Metallic và có hình ảnh Merlion. Đồng xu 50 cents mới có hình cảng Singapore, đồng 20 cents mới miêu tả Sân bay Quốc tế Changi, đồng xu 10 cents miêu tả nhà ở công cộng. Đồng xu 5 cents miêu tả khu vực Esplanade.
| Series Thứ ba (Iconic series) (2013–hiện tại) | Series Thứ ba (Iconic series) (2013–hiện tại) | Series Thứ ba (Iconic series) (2013–hiện tại) | Series Thứ ba (Iconic series) (2013–hiện tại) | Series Thứ ba (Iconic series) (2013–hiện tại)                       | Series Thứ ba (Iconic series) (2013–hiện tại) | Series Thứ ba (Iconic series) (2013–hiện tại)            | Series Thứ ba (Iconic series) (2013–hiện tại)                                                | Series Thứ ba (Iconic series) (2013–hiện tại) |
| Mệnh giá                                      | Thông số kỹ thuật                             | Thông số kỹ thuật                             | Thông số kỹ thuật                             | Thông số kỹ thuật                                                   | Miêu tả                                       | Miêu tả                                                  | Miêu tả                                                                                      | Ngày phát hành                                |
| Mệnh giá                                      | Đường kính                                    | Độ dày                                        | Khối lượng                                    | Vật liệu                                                            | Vành                                          | Mặt trước                                                | Mặt sau                                                                                      | Ngày phát hành                                |
| --------------------------------------------- | --------------------------------------------- | --------------------------------------------- | --------------------------------------------- | ------------------------------------------------------------------- | --------------------------------------------- | -------------------------------------------------------- | -------------------------------------------------------------------------------------------- | --------------------------------------------- |
| 5 cents                                       | 16.75 mm                                      | 1.22 mm                                       | 1.70 g                                        | Thép mạ kẽm                                                         | Trơn                                          | Quốc huy, dòng chữ Singapore trong 4 ngôn ngữ chính thức | Mệnh giá và hình ảnh The Esplanade                                                           | 26/06/2013                                    |
| 10 cents                                      | 18.50 mm                                      | 1.38 mm                                       | 2.36 g                                        | Thép mạ niken                                                       | Khía răng cưa bị ngắt đoạn                    | Quốc huy, dòng chữ Singapore trong 4 ngôn ngữ chính thức | Mệnh giá và hình ảnh Nhà ở công cộng                                                         | 26/06/2013                                    |
| 20 cents                                      | 21 mm                                         | 1.72 mm                                       | 3.85 g                                        | Thép mạ niken                                                       | Khía răng cưa                                 | Quốc huy, dòng chữ Singapore trong 4 ngôn ngữ chính thức | Mệnh giá và hình ảnh Sân bay Quốc tế Changi                                                  | 26/06/2013                                    |
| 50 cents                                      | 23 mm                                         | 2.45 mm                                       | 6.56 g                                        | Thép mạ niken                                                       | Khía sò điệp                                  | Quốc huy, dòng chữ Singapore trong 4 ngôn ngữ chính thức | Mệnh giá và hình ảnh Cảng Singapore                                                          | 26/06/2013                                    |
| 1 dollar                                      | 24.69 mm                                      | 2.50 mm                                       | 7.62 g                                        | Vòng tròn đồng mạ kim loại bên ngoài và ở giữa là kim loại mạ niken | Khía răng cưa                                 | Quốc huy, dòng chữ Singapore trong 4 ngôn ngữ chính thức | Mệnh giá, hình ảnh tượng Merlion và hình khắc raser nhỏ hình ảnh loài hoa Vanda Miss Joaquim | 26/06/2013                                    |

## Tiền giấy

### Series Hoa Lan (Orchid Series)
Series Hoa Lan là dòng tiền tệ là sớm nhất được phát hành tại Singapore. Nó phát hành từ năm 1967 đến năm 1976, và có chín mệnh giá: $1, $5, $10, $25, $50, $100, $500, $1000 và $10.000.
Mọi mệnh giá đều có một hình ảnh hoa lan ở chính giữa mặt trước của tờ tiền, hoa lan là quốc hoa của Singapore. Hình ảnh của Singapore được miêu tả ở mặt sau, và được thay đổi thay đổi theo mệnh giá. Tiêu chuẩn của tờ tiền bao gồm Quốc huy, hình chìm đầu sư tử và chữ ký của Bộ trưởng Bộ Tài chính và Chủ tịch Hội đồng Quản lý Tiền tệ Singapore ở mặt trước. Mỗi mệnh giá đều có một tính năng bảo mật, ngoại trừ tờ $10.000 có hai tính năng.
| Series thứ nhất – Series Hoa Lan (1967–1976) Lưu trữ ngày 30 tháng 5 năm 2012 tại Wayback Machine | Series thứ nhất – Series Hoa Lan (1967–1976) Lưu trữ ngày 30 tháng 5 năm 2012 tại Wayback Machine | Series thứ nhất – Series Hoa Lan (1967–1976) Lưu trữ ngày 30 tháng 5 năm 2012 tại Wayback Machine | Series thứ nhất – Series Hoa Lan (1967–1976) Lưu trữ ngày 30 tháng 5 năm 2012 tại Wayback Machine | Series thứ nhất – Series Hoa Lan (1967–1976) Lưu trữ ngày 30 tháng 5 năm 2012 tại Wayback Machine | Series thứ nhất – Series Hoa Lan (1967–1976) Lưu trữ ngày 30 tháng 5 năm 2012 tại Wayback Machine | Series thứ nhất – Series Hoa Lan (1967–1976) Lưu trữ ngày 30 tháng 5 năm 2012 tại Wayback Machine | Series thứ nhất – Series Hoa Lan (1967–1976) Lưu trữ ngày 30 tháng 5 năm 2012 tại Wayback Machine | Series thứ nhất – Series Hoa Lan (1967–1976) Lưu trữ ngày 30 tháng 5 năm 2012 tại Wayback Machine | Series thứ nhất – Series Hoa Lan (1967–1976) Lưu trữ ngày 30 tháng 5 năm 2012 tại Wayback Machine |
| Hình ảnh                                                                                          | Hình ảnh                                                                                          | Mệnh giá                                                                                          | Kích thước                                                                                        | Màu sắc chính                                                                                     | Miêu tả                                                                                           | Miêu tả                                                                                           | Miêu tả                                                                                           | Ngày phát hành                                                                                    | In bởi                                                                                            |
| Mặt trước                                                                                         | Mặt sau                                                                                           | Mệnh giá                                                                                          | Kích thước                                                                                        | Màu sắc chính                                                                                     | Mặt trước                                                                                         | Mặt sau                                                                                           | Hình chìm                                                                                         | Ngày phát hành                                                                                    | In bởi                                                                                            |
| ------------------------------------------------------------------------------------------------- | ------------------------------------------------------------------------------------------------- | ------------------------------------------------------------------------------------------------- | ------------------------------------------------------------------------------------------------- | ------------------------------------------------------------------------------------------------- | ------------------------------------------------------------------------------------------------- | ------------------------------------------------------------------------------------------------- | ------------------------------------------------------------------------------------------------- | ------------------------------------------------------------------------------------------------- | ------------------------------------------------------------------------------------------------- |
| Lưu trữ ngày 5 tháng 3 năm 2017 tại Wayback Machine                                               | Lưu trữ ngày 5 tháng 3 năm 2017 tại Wayback Machine                                               | $1                                                                                                | 121 × 64 mm                                                                                       | Xanh dương đậm                                                                                    | Hoa Vanda Janet Kaneali                                                                           | Một khu Nhà ở công cộng                                                                           | Hình ảnh Đầu Sư Tử                                                                                | 12/06/1967                                                                                        | BWC                                                                                               |
| Lưu trữ ngày 5 tháng 3 năm 2017 tại Wayback Machine                                               | Lưu trữ ngày 5 tháng 3 năm 2017 tại Wayback Machine                                               | $5                                                                                                | 127 × 71 mm                                                                                       | Xanh lá                                                                                           | Hoa lan Vanda                                                                                     | Cảnh bận rộn trên Sông Singapore                                                                  | Hình ảnh Đầu Sư Tử                                                                                | 12/06/1967                                                                                        | BWC                                                                                               |
| Lưu trữ ngày 5 tháng 3 năm 2017 tại Wayback Machine                                               | Lưu trữ ngày 5 tháng 3 năm 2017 tại Wayback Machine                                               | $10                                                                                               | 133 × 79 mm                                                                                       | Đỏ                                                                                                | Hoa Dendrobium Marjorie Ho "Tony Pek"                                                             | 4 cách tay nắm chặt dưới bản đồ Singapore                                                         | Hình ảnh Đầu Sư Tử                                                                                | 12/06/1967                                                                                        | TDLR                                                                                              |
| Lưu trữ ngày 5 tháng 3 năm 2017 tại Wayback Machine                                               | Lưu trữ ngày 5 tháng 3 năm 2017 tại Wayback Machine                                               | $25                                                                                               | 140 × 79 mm                                                                                       | Nâu                                                                                               | Hoa Renanthopsis                                                                                  | Toà nhà Supreme Court                                                                             | Hình ảnh Đầu Sư Tử                                                                                | 7/08/1972                                                                                         | TDLR                                                                                              |
| Lưu trữ ngày 5 tháng 3 năm 2017 tại Wayback Machine                                               | Lưu trữ ngày 5 tháng 3 năm 2017 tại Wayback Machine                                               | $50                                                                                               | 146 × 87 mm                                                                                       | Xanh dương                                                                                        | Hoa Vanda Rothscildiana "Teo Choo Hong"                                                           | Clifford Pier                                                                                     | Hình ảnh Đầu Sư Tử                                                                                | 12/06/1967                                                                                        | TDLR                                                                                              |
| Lưu trữ ngày 5 tháng 3 năm 2017 tại Wayback Machine                                               | Lưu trữ ngày 5 tháng 3 năm 2017 tại Wayback Machine                                               | $100                                                                                              | 159 × 95 mm                                                                                       | Xanh dương và cấm quỳ                                                                             | Chi Cát lan                                                                                       | Khung cảnh đẹp trên bến tàu Singapore                                                             | Hình ảnh Đầu Sư Tử                                                                                | 12/06/1967                                                                                        | BWC                                                                                               |
| Lưu trữ ngày 5 tháng 3 năm 2017 tại Wayback Machine                                               | Lưu trữ ngày 21 tháng 12 năm 2016 tại Wayback Machine                                             | $500                                                                                              | 160 × 96 mm                                                                                       | Xanh lá cây                                                                                       | Hoa Dendrobium Shangri-La                                                                         | Toà nhà Quốc hội trên đường Saint Andrew's Road                                                   | Hình ảnh Đầu Sư Tử                                                                                | 7/08/1972                                                                                         | TDLR                                                                                              |
| Lưu trữ ngày 5 tháng 3 năm 2017 tại Wayback Machine                                               | Lưu trữ ngày 21 tháng 12 năm 2016 tại Wayback Machine                                             | $1000                                                                                             | 159 × 95 mm                                                                                       | Cấm quỳ và xám đậm                                                                                | Hoa Dendrobium Kimiyo Kondo "Chay"                                                                | Victoria Theatre & Empress Place                                                                  | Hình ảnh Đầu Sư Tử                                                                                | 12/06/1967                                                                                        | TDLR                                                                                              |
| Lưu trữ ngày 5 tháng 3 năm 2017 tại Wayback Machine                                               | Lưu trữ ngày 5 tháng 3 năm 2017 tại Wayback Machine                                               | $10,000                                                                                           | 203 × 133 mm                                                                                      | Xanh lá                                                                                           | Hoa Aranda Majulah                                                                                | The Istana                                                                                        | Hình ảnh Đầu Sư Tử                                                                                | 29/01/1973                                                                                        | TDLR                                                                                              |

### Series Chim (Bird Series)
Bird Series là thế hệ tiền tệ thứ hai được phát hành vào lưu thông tại Singapore. Phát hành từ năm 1976 đến năm 1984, nó có chín mệnh giá, bằng với Orchid Series, tờ $25 đã được thay thế bởi tờ $20.
Mỗi tờ tiền có hình một con chim ở phía bên trái ở mặt trước, mặt sau là các chủ đề được lựa chọn để đại diện cho một Singapore trẻ "đã sẵn sàng để bay lên những đỉnh cao hơn". Tiêu chuẩn của tờ tiền là Quốc huy, hình chìm đầu sư tử và chữ ký của Bộ trưởng Bộ Tài chính và Chủ tịch Hội đồng Quản lý Tiền tệ Singapore ở mặt trước. Có một tính năng bảo mật được thêm vào, tất cả các mệnh giá đều có một sợi dây bảo an đặt theo chiều dọc, ngoại trừ các mệnh giá $1.000 và $10.000 có hai.
| Series thứ hai – Bird Series (1976–1984) Lưu trữ ngày 27 tháng 4 năm 2012 tại Wayback Machine | Series thứ hai – Bird Series (1976–1984) Lưu trữ ngày 27 tháng 4 năm 2012 tại Wayback Machine | Series thứ hai – Bird Series (1976–1984) Lưu trữ ngày 27 tháng 4 năm 2012 tại Wayback Machine | Series thứ hai – Bird Series (1976–1984) Lưu trữ ngày 27 tháng 4 năm 2012 tại Wayback Machine | Series thứ hai – Bird Series (1976–1984) Lưu trữ ngày 27 tháng 4 năm 2012 tại Wayback Machine | Series thứ hai – Bird Series (1976–1984) Lưu trữ ngày 27 tháng 4 năm 2012 tại Wayback Machine | Series thứ hai – Bird Series (1976–1984) Lưu trữ ngày 27 tháng 4 năm 2012 tại Wayback Machine | Series thứ hai – Bird Series (1976–1984) Lưu trữ ngày 27 tháng 4 năm 2012 tại Wayback Machine | Series thứ hai – Bird Series (1976–1984) Lưu trữ ngày 27 tháng 4 năm 2012 tại Wayback Machine |
| Hình ảnh                                                                                      | Hình ảnh                                                                                      | Mệnh giá                                                                                      | Khích thuớc                                                                                   | Màu sắc chính                                                                                 | Miêu tả                                                                                       | Miêu tả                                                                                       | Miêu tả                                                                                       | Ngày phát hành                                                                                |
| Mặt trước                                                                                     | Mặt sau                                                                                       | Mệnh giá                                                                                      | Khích thuớc                                                                                   | Màu sắc chính                                                                                 | Mặt trước                                                                                     | Mặt sau                                                                                       | Hình chìm                                                                                     | Ngày phát hành                                                                                |
| --------------------------------------------------------------------------------------------- | --------------------------------------------------------------------------------------------- | --------------------------------------------------------------------------------------------- | --------------------------------------------------------------------------------------------- | --------------------------------------------------------------------------------------------- | --------------------------------------------------------------------------------------------- | --------------------------------------------------------------------------------------------- | --------------------------------------------------------------------------------------------- | --------------------------------------------------------------------------------------------- |
| Lưu trữ ngày 5 tháng 3 năm 2017 tại Wayback Machine                                           | Lưu trữ ngày 5 tháng 3 năm 2017 tại Wayback Machine                                           | $1                                                                                            | 125 mm x 63 mm                                                                                | Xanh dương                                                                                    | Sterna sumatrana                                                                              | Lễ duyệt binh mừng Quốc khánh                                                                 | Hình ảnh Đầu Sư Tử                                                                            | 6/8/1976                                                                                      |
| Lưu trữ ngày 5 tháng 3 năm 2017 tại Wayback Machine                                           | Lưu trữ ngày 5 tháng 3 năm 2017 tại Wayback Machine                                           | $5                                                                                            | 133 mm x 66 mm                                                                                | Xanh lá                                                                                       | Chào mào                                                                                      | Cáp treo và hình ảnh Bến cảng                                                                 | Hình ảnh Đầu Sư Tử                                                                            | 6/8/1976                                                                                      |
| Lưu trữ ngày 5 tháng 3 năm 2017 tại Wayback Machine                                           | Lưu trữ ngày 5 tháng 3 năm 2017 tại Wayback Machine                                           | $10                                                                                           | 141 mm x 69 mm                                                                                | Đỏ                                                                                            | Sả khoang cổ                                                                                  | Garden City với hình ảnh Nhà ở công cộng ở phía sau                                           | Hình ảnh Đầu Sư Tử                                                                            | 6/8/1976                                                                                      |
| Lưu trữ ngày 5 tháng 3 năm 2017 tại Wayback Machine                                           | Lưu trữ ngày 5 tháng 3 năm 2017 tại Wayback Machine                                           | $20                                                                                           | 149 mm x 72 mm                                                                                | Nâu                                                                                           | Đuôi cụt hút mật bụng vàng                                                                    | Sân bay Quốc tế Changi với chiếc Concorde trên không trung                                    | Hình ảnh Đầu Sư Tử                                                                            | 6/8/1979                                                                                      |
| Lưu trữ ngày 5 tháng 3 năm 2017 tại Wayback Machine                                           | Lưu trữ ngày 5 tháng 3 năm 2017 tại Wayback Machine                                           | $50                                                                                           | 157 mm x 75 mm                                                                                | Xanh dương                                                                                    | Chích choè lửa                                                                                | Ban nhạc của học sinh trong lễ diễu hành                                                      | Hình ảnh Đầu Sư Tử                                                                            | 6/8/1976                                                                                      |
| Lưu trữ ngày 5 tháng 3 năm 2017 tại Wayback Machine                                           | Lưu trữ ngày 5 tháng 3 năm 2017 tại Wayback Machine                                           | $100                                                                                          | 165 mm x 78 mm                                                                                | Xanh dương                                                                                    | Trảu đầu nâu                                                                                  | Các diễn viên múa của các dân tộc, tôn giáo                                                   | Hình ảnh Đầu Sư Tử                                                                            | 1/2/1977                                                                                      |
| Lưu trữ ngày 5 tháng 3 năm 2017 tại Wayback Machine                                           | Lưu trữ ngày 5 tháng 3 năm 2017 tại Wayback Machine                                           | $500                                                                                          | 181 mm x 84 mm                                                                                | Xanh lá                                                                                       | Vàng anh gáy đen                                                                              | Chế biến dầu mỏ                                                                               | Hình ảnh Đầu Sư Tử                                                                            | 1/2/1977                                                                                      |
| Lưu trữ ngày 5 tháng 3 năm 2017 tại Wayback Machine                                           | Lưu trữ ngày 5 tháng 3 năm 2017 tại Wayback Machine                                           | $1000                                                                                         | 197 mm x 90 mm                                                                                | Tím                                                                                           | Diều lửa                                                                                      | Cần cẩu Container                                                                             | Hình ảnh Đầu Sư Tử                                                                            | 7/8/1978                                                                                      |
| Lưu trữ ngày 5 tháng 3 năm 2017 tại Wayback Machine                                           | Lưu trữ ngày 5 tháng 3 năm 2017 tại Wayback Machine                                           | $10,000                                                                                       | 203 mm × 133 mm                                                                               | Xanh lá                                                                                       | Đại bàng bụng trắng                                                                           | 2 góc nhìn về Sông Singapore                                                                  | Hình ảnh Đầu Sư Tử                                                                            | 1/2/1980                                                                                      |

### Series Thuyền (Ship Series)

Tờ tiền $1 Singapore thế hệ Ship Series

Ship Series là thế hệ tiền tệ thứ ba được phát hành trong lưu thông tại Singapore. Được phát hành từ năm 1984 đến năm 1999. Thế hệ này vẫn có số lượng mệnh giá giống như trong hai thế hệ trước đó, nhưng tờ $20 được chuyển thành tờ $2.
Thế hệ này có chủ đề hàng hải, miêu tả các di sản hàng hải của Singapore, và được thể hiện qua các mệnh giá khác nhau, bao gồm hình ảnh các loại tàu khác nhau và quá trình lấn biển của Singapore khi đất nước phát triển. Những họa tiết này được đặt ở mặt trước của mệnh tiền. Ở mặt sau, những cảnh khác nhau mô tả thành tựu của Singapore cũng hình ảnh loài hoa lan, quốc hoa của Singapore.
Tiêu chuẩn của từng tờ tiền là Quốc huy, hình ảnh đầu sư tử và chữ ký của Bộ trưởng Bộ Tài chính và Chủ tịch Hội đồng Quản lý Tiền tệ Singapore, ở mặt trước của tờ tiền. Có một tính năng bảo mật bổ sung, tất cả các mệnh giá đều có một thiết kế bảo mật được nhúng theo chiều dọc.
| Series thứ ba – Ship Series (1984–1999) Lưu trữ ngày 30 tháng 5 năm 2012 tại Wayback Machine | Series thứ ba – Ship Series (1984–1999) Lưu trữ ngày 30 tháng 5 năm 2012 tại Wayback Machine | Series thứ ba – Ship Series (1984–1999) Lưu trữ ngày 30 tháng 5 năm 2012 tại Wayback Machine | Series thứ ba – Ship Series (1984–1999) Lưu trữ ngày 30 tháng 5 năm 2012 tại Wayback Machine | Series thứ ba – Ship Series (1984–1999) Lưu trữ ngày 30 tháng 5 năm 2012 tại Wayback Machine | Series thứ ba – Ship Series (1984–1999) Lưu trữ ngày 30 tháng 5 năm 2012 tại Wayback Machine | Series thứ ba – Ship Series (1984–1999) Lưu trữ ngày 30 tháng 5 năm 2012 tại Wayback Machine                                                | Series thứ ba – Ship Series (1984–1999) Lưu trữ ngày 30 tháng 5 năm 2012 tại Wayback Machine | Series thứ ba – Ship Series (1984–1999) Lưu trữ ngày 30 tháng 5 năm 2012 tại Wayback Machine |
| Hình ảnh                                                                                     | Hình ảnh                                                                                     | Mệnh giá                                                                                     | Kích thuớc                                                                                   | Màu sắc chính                                                                                | Miêu tả                                                                                      | Miêu tả | Miêu tả                                                                                      | Ngày phát hành                                                                               |
| Mặt trước                                                                                    | Mặt sau                                                                                      | Mệnh giá                                                                                     | Kích thuớc                                                                                   | Màu sắc chính                                                                                | Mặt trước                                                                                    | Mặt sau | Hình chìm                                                                                    | Ngày phát hành                                                                               |
| -------------------------------------------------------------------------------------------- | -------------------------------------------------------------------------------------------- | -------------------------------------------------------------------------------------------- | -------------------------------------------------------------------------------------------- | -------------------------------------------------------------------------------------------- | -------------------------------------------------------------------------------------------- | --- | -------------------------------------------------------------------------------------------- | -------------------------------------------------------------------------------------------- |
| Lưu trữ ngày 15 tháng 3 năm 2012 tại Wayback Machine                                         | Lưu trữ ngày 15 tháng 3 năm 2012 tại Wayback Machine                                         | $1                                                                                           | 125 mm x 63 mm                                                                               | Xanh dương                                                                                   | "Sha Chuan"                                                                                  | Trạm thu phát tín hiệu mặt đất Sentosa | Hình ảnh Đầu Sư tử                                                                           | 12/01/1987                                                                                   |
| Lưu trữ ngày 6 tháng 3 năm 2012 tại Wayback Machine                                          | Lưu trữ ngày 6 tháng 3 năm 2012 tại Wayback Machine                                          | $2                                                                                           | 133 mm x 63 mm                                                                               | Đỏ                                                                                           | "Tongkang"                                                                                   | Người Trung Hoa trong Tết Trung Quốc | Hình ảnh Đầu Sư tử                                                                           | 28/01/1991                                                                                   |
| Lưu trữ ngày 6 tháng 3 năm 2012 tại Wayback Machine                                          | Lưu trữ ngày 6 tháng 3 năm 2012 tại Wayback Machine                                          | $2                                                                                           | 133 mm x 63 mm                                                                               | Tím                                                                                          | "Tongkang"                                                                                   | Người Trung Hoa trong Tết Trung Quốc | Hình ảnh Đầu Sư tử                                                                           | 16/12/1991                                                                                   |
| Lưu trữ ngày 20 tháng 3 năm 2012 tại Wayback Machine                                         | Lưu trữ ngày 20 tháng 3 năm 2012 tại Wayback Machine                                         | $5                                                                                           | 133 mm x 66 mm                                                                               | Xanh lá                                                                                      | "Twakow"                                                                                     | Góc nhìn về Cảng Singapore và Cần cẩu Container                                                                                             | Hình ảnh Đầu Sư tử                                                                           | 21/08/1989                                                                                   |
| Lưu trữ ngày 20 tháng 3 năm 2012 tại Wayback Machine                                         | Lưu trữ ngày 20 tháng 3 năm 2012 tại Wayback Machine                                         | $10                                                                                          | 141 mm x 69 mm                                                                               | Đỏ                                                                                           | Tàu buôn "Palari"                                                                            | Hình ảnh Nhà ở công cộng | Hình ảnh Đầu Sư tử                                                                           | 01/03/1988                                                                                   |
| Lưu trữ ngày 7 tháng 6 năm 2007 tại Wayback Machine                                          | Lưu trữ ngày 7 tháng 6 năm 2007 tại Wayback Machine                                          | $50                                                                                          | 156 mm x 74 mm                                                                               | Xanh dương                                                                                   | Tàu buôn "Perak"                                                                             | Góc nhìn trên cao của Cầu Benjamin Sheares                                                                                                  | Hình ảnh Đầu Sư tử                                                                           | 09/03/1987                                                                                   |
| Lưu trữ ngày 15 tháng 3 năm 2012 tại Wayback Machine                                         | Lưu trữ ngày 15 tháng 3 năm 2012 tại Wayback Machine                                         | $100                                                                                         | 165 mm x 78 mm                                                                               | Nâu                                                                                          | Tàu chở khách "Chusan"                                                                       | Góc nhìn trên cao của Sân bay Quốc tế Changi Singapore bởi hạm đội Singapore Airlines (B747-400)                                            | Hình ảnh Đầu Sư tử                                                                           | 01/08/1985                                                                                   |
| Lưu trữ ngày 15 tháng 3 năm 2012 tại Wayback Machine                                         | Lưu trữ ngày 15 tháng 3 năm 2012 tại Wayback Machine                                         | $500                                                                                         | 175 mm x 83 mm                                                                               | Xanh lá                                                                                      | Tàu hàng tổng hợp "Neptune Sardonyx"                                                         | Một nhóm gồm nam và nữ trong hạm đội 3-services thuộc Lực lượng vũ trang và Lực lượng bảo vệ dân sự dưới nền bản phác thảo bản đồ Singapore | Hình ảnh Đầu Sư tử                                                                           | 01/03/1988                                                                                   |
| Lưu trữ ngày 30 tháng 5 năm 2012 tại Wayback Machine                                         | Lưu trữ ngày 30 tháng 5 năm 2012 tại Wayback Machine                                         | $1000                                                                                        | 185 mm x 88 mm                                                                               | Tím                                                                                          | Tàu Container "Neptune Garnet" và hai cái Cần cẩu Container                                  | Góc nhìn trên cao của Khu vực hàng hải | Hình ảnh Đầu Sư tử                                                                           | 22/10/1984                                                                                   |
| Lưu trữ ngày 30 tháng 5 năm 2012 tại Wayback Machine                                         | Lưu trữ ngày 30 tháng 5 năm 2012 tại Wayback Machine                                         | $10,000                                                                                      | 195 mm x 93 mm                                                                               | Đỏ                                                                                           | Tàu cẩu hàng di động "Neptune Canopus"                                                       | Lễ duyệt binh ngày Quốc khánh năm 1987 | Hình ảnh Đầu Sư tử                                                                           | 21/08/1989                                                                                   |

### Series Portrait (hiện tại)
Series Portrait (hiện tại) được giới thiệu vào năm 1999, với việc loại bỏ mệnh giá $1 và $500. Những tờ tiền này có một đặc trưng là miêu tả khuôn mặt của Yusof bin Ishak, vị tổng thống đầu tiên của nước Cộng hòa Singapore ở mặt trước, và miêu tả một phúc lợi công dân ở mặt sau. Các mệnh giá được in bằng cotton và polymer. Các thiết kế của các mệnh giá tiền polymer rất giống với mệnh giá tiền giấy tương ứng, ngoại trừ cảm giác trượt, trơn nhẹ và có một cửa sổ nhỏ trong suốt ở góc của tờ tiền. Các mệnh giá bằng polymer dần dần thay thế các mệnh giá tiền giấy tương đương trong lưu thông. Các mệnh giá cũng có các mẫu chữ nổi Braille ở góc trên cùng bên phải của mặt trước.
| Series Thứ Tư – Portrait Series (1999–hiện tại) | Series Thứ Tư – Portrait Series (1999–hiện tại) | Series Thứ Tư – Portrait Series (1999–hiện tại) | Series Thứ Tư – Portrait Series (1999–hiện tại) | Series Thứ Tư – Portrait Series (1999–hiện tại) | Series Thứ Tư – Portrait Series (1999–hiện tại) | Series Thứ Tư – Portrait Series (1999–hiện tại) | Series Thứ Tư – Portrait Series (1999–hiện tại) | Series Thứ Tư – Portrait Series (1999–hiện tại) | Series Thứ Tư – Portrait Series (1999–hiện tại) |
| Hình ảnh                                        | Hình ảnh                                        | Mệnh giá                                        | Kích thuớc                                      | Màu sắc chính                                   | Miêu tả                                         | Miêu tả                                         | Ngày phát hành                                  | Trạng thái                                      | Chất liệu                                       |
| Mặt trước                                       | Mặt sau                                         | Mệnh giá                                        | Kích thuớc                                      | Màu sắc chính                                   | Mặt trước                                       | Mặt sau                                         | Ngày phát hành                                  | Trạng thái                                      | Chất liệu                                       |
| ----------------------------------------------- | ----------------------------------------------- | ----------------------------------------------- | ----------------------------------------------- | ----------------------------------------------- | ----------------------------------------------- | ----------------------------------------------- | ----------------------------------------------- | ----------------------------------------------- | ----------------------------------------------- |
| $2                                              | $2                                              | $2                                              | 126 × 63 mm                                     | Tím                                             | Tổng thống Yusof bin Ishak, Money Cowrie        | Giáo dục                                        | 09/09/1999                                      | Trong lưu thông                                 | Giấy                                            |
| $2                                              | $2                                              | $2                                              | 126 × 63 mm                                     | Tím                                             | Tổng thống Yusof bin Ishak, Money Cowrie        | Giáo dục                                        | 12/01/2006                                      | Trong lưu thông                                 | Polymer                                         |
| $5                                              | $5                                              | $5                                              | 133 × 66 mm                                     | Xanh lá                                         | Tổng thống Yusof bin Ishak, Gold-Ringed Cowrie  | Thành phố xanh                                  | 09/09/1999                                      | Trong lưu thông                                 | Giấy                                            |
| $5                                              | $5                                              | $5                                              | 133 × 66 mm                                     | Xanh lá                                         | Tổng thống Yusof bin Ishak, Gold-Ringed Cowrie  | Thành phố xanh                                  | 18/05/2007                                      | Trong lưu thông                                 | Polymer                                         |
| $10                                             | $10                                             | $10                                             | 141 × 69 mm                                     | Đỏ                                              | Tổng thống Yusof bin Ishak, Wandering Cowrie    | Thể thao                                        | 09/09/1999                                      | Trong lưu thông                                 | Giấy                                            |
| $10                                             | $10                                             | $10                                             | 141 × 69 mm                                     | Đỏ                                              | Tổng thống Yusof bin Ishak, Wandering Cowrie    | Thể thao                                        | 04/05/2004                                      | Trong lưu thông                                 | Polymer                                         |
| $50                                             | $50                                             | $50                                             | 156 × 74 mm                                     | Xanh dương                                      | Tổng thống Yusof bin Ishak, Cylindrical Cowrie  | Mỹ thuật                                        | 09/09/1999                                      | Trong lưu thông                                 | Giấy                                            |
| $100                                            | $100                                            | $100                                            | 162 × 77 mm                                     | Cam                                             | Tổng thống Yusof bin Ishak, Swallow Cowrie      | Thế hệ trẻ                                      | 09/09/1999                                      | Trong lưu thông                                 | Giấy                                            |
| $1000                                           | $1000                                           | $1000                                           | 170 × 83 mm                                     | Tím                                             | Tổng thống Yusof bin Ishak, Beautiful Cowrie    | Chính quyền                                     | 09/09/1999                                      | Trong lưu thông                                 | Giấy                                            |
| $10000                                          | $10000                                          | $10,000                                         | 180 × 90 mm                                     | Nâu                                             | Tổng thống Yusof bin Ishak, Onyx Cowrie         | Kinh tế                                         | 09/09/1999                                      | Trong lưu thông                                 | Giấy                                            |

Tờ S$10,000 và B$10,000 là những tờ tiền có giá trị nhất thế giới (trong lưu thông chính thức). Tháng 8 năm 2011, nó có giá trị hơn gấp 7 lần tờ tiền có giá trị tiếp theo, tờ 1000 Franc Thụy Sĩ. Ngày 2 tháng 7 năm 2014, Cục Quản lý Tiền tệ Singapore(MAS) thông báo sẽ ngừng việc in ấn tờ $10,000 từ ngày 1 tháng 10 năm 2014, để ngăn chặn nạn rửa tiền. Singapore đã chính thức ngừng phát hành tờ $10000 và đang tiến hành rút khỏi lưu thông. Điều này đã từng được thực hiện bởi Canada với việc ngừng phát hành tờ tiền mệnh giá C$1000 và việc Ngân hàng Trung ương Châu Âu thông báo vào ngày 4 tháng 5 năm 2016 thông báo ngừng sản xuất và phát hành tờ 500 Euro. MAS thông báo rằng tờ tiền $10000 vẫn được xem là phương tiện thanh toán hợp pháp cho đến khi chúng được thu hồi khi bị hư hỏng.

### Tiền lưu niệm
Tiền lưu niệm cũng được phát hành, nhưng với số lượng nhất định. Tờ tiền lưu niệm đầu tiên được phát hành vào ngày 24 tháng 7 năm 1990 nhằm kỷ niệm 25 Quốc khánh Singapore. Đã có 5,1 triệu tờ S$50 polymer được in ấn, với 300.000 tờ được in ngày kỷ nhiệm "9 August 1990". Đây là tờ tiền lưu niệm đầu tiên được phát hành bởi Hội đồng Quản lý Tiền tệ Singapore (BCCS) và là tờ tiền polymer đầu tiên trong lịch sử tiền tệ của Singapore. Thêm vào đó, đây là tờ tiền đầu tiên được thiết kế tại Singapore bởi một họa sĩ người Singapore.
Vào ngày 8 tháng 12 năm 1999, để chào đón thiên nhiên kỷ thứ 3 (năm 2000), 3 triệu tờ S$2 phiên bản Thiên nhiên kỷ đã được đưa vào lưu thông. Tờ tiền này được dựa trên tờ S$2 Series Portrait, ngoại trừ các chữ cái đầu của số series được thay thế bằng logo Millennium 2000. Tờ tiền này được in trên giấy thay vì polymer vì vào lúc đó, những tờ tiền S$2 polymer chưa được phát hành.
Vào ngày 27 tháng 6 năm 2007, để kỷ niệm 40 năm Liên minh tiền tệ giữa Singapore và Brunei, tờ tiền S$20 kỷ niệm đã được phát hành; mặt sau giống như tờ B$20 được phát hành cùng lúc. Phiên bản này của tờ S$20 có thể được đổi tại các ngân hàng tại Singapore bắt đầu từ ngày 16 tháng 7 năm 2007, giới hạn hai tờ cho mỗi giao dịch.
Vào ngày 18 tháng 8 năm 2015, nhằm kỷ niệm 50 năm xây dựng đất nước Singapore, Cơ quan tiền tệ Singapore (MAS) đã phát hành 1 bộ gồm 6 tờ tiền lưu niệm. Trong đó bao gồm 5 tờ S$10 và 1 tờ S$50. Việc thiết kế những tờ tiền này lấy cảm hứng từ các cột mốc và thành tụ trong lịch sử Singapore, có nội dung nhằm giới thiệu quốc gia, những giá trị và khát khao phát triển của Singapore. Tất cả những tờ S10 và tờ S$50 đều có chân dung Yusof bin Ishak, Tổng thống đầu tiên của Singapore, giống như Series portrait đang trong lưu thông.
Tờ S$50 gợi lên lịch sử Singapore, sự thay đổi và khát vọng tương lai. Nó cũng in hình Thủ tướng đầu tiên của Singapore Lý Quang Diệu hô to "Merdeka!" – lời kêu gọi trong cuộc đấu tranh giành độc lập cho Singapore. Tờ tiền tạo nên sự đặc biệt bằng màu vàng đất, gợi lên màu sắc của Singapore's Golden Jubilee.
5 tờ S$10 có mặt trước được thiết kế giống nhau và có thiết kế đa dạng ở mặt sau cùng với dòng chữ 'Vibrant Nation, Endearing Home' (Quốc gia năng động, Quê hương đánh kính). Mỗi tờ tiền miêu tả mệnh giá và phản ánh khát vọng qua mỗi chủ đề 'Quan tâm cộng đồng', 'Cơ hội cho mọi người', 'An toàn và Bảo mật', 'Gia đình mạnh mẽ' và 'Bất kể chủng tộc, ngôn ngữ, tôn giáo'.
Ngày 5 tháng 7 năm 2017, Singapore và Brunei đồng loạt cho ra mắt phiên bản lưu nhiệm của tờ S$50 nhằm kỷ nhiệm 50 năm này ký kết Hiệp định hoán đổi tiền tệ giữa 2 nước. Cả hai tờ tiền của 2 nước đều có thiết kế và những đặc điểm chung. Mặt trước có logo kỷ nhiệm 50 năm ngày Ký kết hiệp định hoán đổi tiền tệ (bao gồm hoa Simpur, một loài hoa nổi bật của Brunei và hoa Vanda Miss Joaquim, quốc hoa của Singapore nở rộ, tượng trưng cho tình bằng hữu giữa 2 nước.)
Mặt sau của 2 tờ tiền miêu tả các nét tương đồng giữa 2 quốc gia trong các địa danh nổi trội của cả hai nước, quân đội, giáo dục và trong phát triển du lịch. Các tờ tiền này đã được thiết kế bởi Mr Abdul Ajihis Haji Terawih, Mr Eng Siak Loy và Mr Weng Ziyan.
| Tiền lưu nhiệm Singapore Lưu trữ ngày 30 tháng 9 năm 2018 tại Wayback Machine | Tiền lưu nhiệm Singapore Lưu trữ ngày 30 tháng 9 năm 2018 tại Wayback Machine | Tiền lưu nhiệm Singapore Lưu trữ ngày 30 tháng 9 năm 2018 tại Wayback Machine | Tiền lưu nhiệm Singapore Lưu trữ ngày 30 tháng 9 năm 2018 tại Wayback Machine | Tiền lưu nhiệm Singapore Lưu trữ ngày 30 tháng 9 năm 2018 tại Wayback Machine | Tiền lưu nhiệm Singapore Lưu trữ ngày 30 tháng 9 năm 2018 tại Wayback Machine | Tiền lưu nhiệm Singapore Lưu trữ ngày 30 tháng 9 năm 2018 tại Wayback Machine                                                                         | Tiền lưu nhiệm Singapore Lưu trữ ngày 30 tháng 9 năm 2018 tại Wayback Machine | Tiền lưu nhiệm Singapore Lưu trữ ngày 30 tháng 9 năm 2018 tại Wayback Machine |
| Hình ảnh                                                                      | Hình ảnh                                                                      | Mệnh giá                                                                      | Kích thước                                                                    | Màu sắc chính                                                                 | Miêu tả                                                                       | Miêu tả | Ngày phát hành                                                                | Chất liệu                                                                     |
| Mặt trước                                                                     | Mặt sau                                                                       | Mệnh giá                                                                      | Kích thước                                                                    | Màu sắc chính                                                                 | Mặt trước                                                                     | Mặt sau | Ngày phát hành                                                                | Chất liệu                                                                     |
| ----------------------------------------------------------------------------- | ----------------------------------------------------------------------------- | ----------------------------------------------------------------------------- | ----------------------------------------------------------------------------- | ----------------------------------------------------------------------------- | ----------------------------------------------------------------------------- | --- | ----------------------------------------------------------------------------- | ----------------------------------------------------------------------------- |
| $20                                                                           | $20                                                                           | $20                                                                           | 145 × 69 mm                                                                   | Vàng/nâu                                                                      | Tổng thống Yusof bin Ishak, hoa lan "Dendrobium Puan Noor Aishah"             | Dòng chữ "BRUNEI DARUSSALAM ∙ SINGAPORE and CURRENCY INTERCHANGEABILITY AGREEMENT 1967 – 2007" và các danh lam thằng cảnh của Singapore và Brunei     | 27/06/2007                                                                    | Polymer                                                                       |
| $50                                                                           | $50                                                                           | $50                                                                           | 156 × 74 mm                                                                   | Vàng đất                                                                      | Tổng thống Yusof bin Ishak, Thủ tướng Lý Quang Diệu với khẩu hiệu Merdeka     | Lễ Kỷ niệm Quốc khánh đầu tiên năm 1966 & Khu Đô thị mới Punggol                                                                                      | 18/08/2015                                                                    | Polymer                                                                       |
| $10                                                                           | $10                                                                           | $10                                                                           | 133 × 66 mm                                                                   | Đỏ                                                                            | Tổng thống Yusof bin Ishak, hoa lan "Vanda Miss Joaquim"                      | Bất kể chủng tộc, ngôn ngữ, tôn giáo | 18/08/2015                                                                    | Polymer                                                                       |
| $10                                                                           | $10                                                                           | $10                                                                           | 133 × 66 mm                                                                   | Đỏ                                                                            | Tổng thống Yusof bin Ishak, hoa lan "Vanda Miss Joaquim"                      | Cơ hội cho mọi người | 18/08/2015                                                                    | Polymer                                                                       |
| $10                                                                           | $10                                                                           | $10                                                                           | 133 × 66 mm                                                                   | Đỏ                                                                            | Tổng thống Yusof bin Ishak, hoa lan "Vanda Miss Joaquim"                      | An toàn và Bảo mật | 18/08/2015                                                                    | Polymer                                                                       |
| $10                                                                           | $10                                                                           | $10                                                                           | 133 × 66 mm                                                                   | Đỏ                                                                            | Tổng thống Yusof bin Ishak, hoa lan "Vanda Miss Joaquim"                      | Gia đình mạnh mẽ | 18/08/2015                                                                    | Polymer                                                                       |
| $10                                                                           | $10                                                                           | $10                                                                           | 133 × 66 mm                                                                   | Đỏ                                                                            | Tổng thống Yusof bin Ishak, hoa lan "Vanda Miss Joaquim"                      | Quan tâm cộng đồng | 18/08/2015                                                                    | Polymer                                                                       |
| $50                                                                           | $50                                                                           | $50                                                                           | 158 × 75 mm                                                                   | Vàng đồng                                                                     | Tổng thống Yusof bin Ishak, logo kỉ niệm 50 ký kết Hiệp ước Hoán đổi tiền tệ  | Dòng chữ "1967 - 2017 50 YEARS OF CURRENCY INTERCHANGEBILITY AGREEMENT SINGAPORE. BRUNEI DARUSSALAM", các danh lam thằng cảnh của Singapore và Brunei | 05/07/2017                                                                    | Polymer                                                                       |